# Ramón Búa
Ramón Búa Martiñán (Villajuán, España, 4 de octubre de 1947 - 2 de diciembre de 1985) fue un futbolista español que se desempeñaba como centrocampista.

## Clubes
| Club                | País   | Año       |
| ------------------- | ------ | --------- |
| Rayo Vallecano      | España | 1966-1967 |
| C. D. Castellón     | España | 1967-1968 |
| Deportivo Alavés    | España | 1968-1969 |
| C. D. Málaga        | España | 1969-1974 |
| R. C. Celta de Vigo | España | 1974-1977 |
| C. D. Málaga        | España | 1977-1979 |